# Taekwondo na Letních olympijských hrách 2024
Taekwondo na Letních olympijských hrách 2024 v Paříži se konalo od 7. do 10. srpna 2024.

## Medailisté

### Muži
| Kategorie | Zlato                              | Stříbro                                 | Bronz                         | Bronz                                         |
| --------- | ---------------------------------- | --------------------------------------- | ----------------------------- | --------------------------------------------- |
| 58 kg     | Park Taejoon · Jižní Korea (KOR)   | Gašim Magomedov · Ázerbájdžán (AZE)     | Cyrian Ravet · Francie (FRA)  | Mohamed Khalil Jendoubi · Tunisko (TUN)       |
| 68 kg     | Ulugbek Rašitov · Uzbekistán (UZB) | Zaid Kareem · Jordánsko (JOR)           | Liang Jü-šuaj · Čína (CHN)    | Edival Pontes · Brazílie (BRA)                |
| 80 kg     | Firás Katúsí · Tunisko (TUN)       | Mehran Barkhordarí · Írán (IRI)         | Simone Alessio · Itálie (ITA) | Edi Hrnic · Dánsko (DEN)                      |
| nad 80 kg | Arian Salímí · Írán (IRI)          | Caden Cunningham · Velká Británie (GBR) | Rafael Alba · Kuba (CUB)      | Cheick Sallah Cissé · Pobřeží slonoviny (CIV) |

### Ženy
| Kategorie | Zlato                                     | Stříbro                               | Bronz                                               | Bronz                                |
| --------- | ----------------------------------------- | ------------------------------------- | --------------------------------------------------- | ------------------------------------ |
| 49 kg     | Panipak Vongpattanakitová · Thajsko (THA) | Kuo Čching · Čína (CHN)               | Mobina Nematzadehová · Írán (IRI)                   | Lena Stojkovićová · Chorvatsko (CRO) |
| 57 kg     | Kim Ju-čin · Jižní Korea (KOR)            | Nahíd Kíjaníčandéová · Írán (IRI)     | Skylar Parková · Kanada (CAN)                       | Kimía Alízadeová · Bulharsko (BUL)   |
| 67 kg     | Viviana Mártonová · Maďarsko (HUN)        | Aleksandra Perišićová · Srbsko (SRB)  | Kristina Teachoutová · Spojené státy americké (USA) | Sarah Chaâriová · Belgie (BEL)       |
| nad 67 kg | Althéa Laurinová · Francie (FRA)          | Světlana Osipovová · Uzbekistán (UZB) | I Ta-pin · Jižní Korea (KOR)                        | Nafia Kus Aydinová · Turecko (TUR)   |

## Přehled medailí
| Pořadí | Země                   | Zlato | Stříbro | Bronz | Celkově |
| ------ | ---------------------- | ----- | ------- | ----- | ------- |
| 1.     | Jižní Korea            | 2     | 0       | 1     | 3       |
| 2.     | Írán                   | 1     | 2       | 1     | 4       |
| 3.     | Uzbekistán             | 1     | 1       | 0     | 2       |
| 4.     | Francie                | 1     | 0       | 1     | 2       |
| 4.     | Tunisko                | 1     | 0       | 1     | 2       |
| 6.     | Maďarsko               | 1     | 0       | 0     | 1       |
| 6.     | Thajsko                | 1     | 0       | 0     | 1       |
| 8.     | Čína                   | 0     | 1       | 1     | 2       |
| 9.     | Ázerbájdžán            | 0     | 1       | 0     | 1       |
| 9.     | Velká Británie         | 0     | 1       | 0     | 1       |
| 9.     | Jordánsko              | 0     | 1       | 0     | 1       |
| 9.     | Srbsko                 | 0     | 1       | 0     | 1       |
| 13.    | Belgie                 | 0     | 0       | 1     | 1       |
| 13.    | Brazílie               | 0     | 0       | 1     | 1       |
| 13.    | Bulharsko              | 0     | 0       | 1     | 1       |
| 13.    | Kanada                 | 0     | 0       | 1     | 1       |
| 13.    | Chorvatsko             | 0     | 0       | 1     | 1       |
| 13.    | Kuba                   | 0     | 0       | 1     | 1       |
| 13.    | Dánsko                 | 0     | 0       | 1     | 1       |
| 13.    | Itálie                 | 0     | 0       | 1     | 1       |
| 13.    | Pobřeží slonoviny      | 0     | 0       | 1     | 1       |
| 13.    | Turecko                | 0     | 0       | 1     | 1       |
| 13.    | Spojené státy americké | 0     | 0       | 1     | 1       |
| celkem | celkem                 | 8     | 8       | 16    | 32      |